# São José do Cedro
São José do Cedro es un municipio brasileño del estado de Santa Catarina. Tiene una población estimada al 2022 de 14 167 habitantes. Pertenece a la Región metropolitana del Extremo Oeste.

## Historia
La colonización de la localidad comenzó en 1950, con la llegada de agricultores provenientes de Río Grande del Sur. El lugar era conocido como Cedro, ya que los locales oraban cerca de esta planta. Con la llegada del primer párroco en 1956, y con San José como patrón, la localidad paso a llamarse São José do Cedro.
Se emancipó de Dionísio Cerqueira el 21 de junio de 1958.